# Karlo IX., kralj Francuske
Karlo IX. Francuski  (27. lipnja 1550. – 30.svibnja 1574.), francuski kralj
Kada je 10. srpnja 1559. umro francuski kralj Henrik II. na prijestolju ga je naslijedio njegov najstariji sin Franjo II. Petnaestogodišnji dječak, oduvijek slaboga zdravlja, umire već u prosincu 1560. godine i na njegovo mjesto dolazi mlađi brat Karlo IX.
Rođen je 27. lipnja 1550. kao Karlo Maksimilijan, vojvoda od Orleansa iz kraljevske dinastije Valois. S obzirom na to da u trenutku kada postaje francuskim kraljem ima samo deset godina, vlast preuzima njegova majka i regentica Katarina de' Medici. Ona je oduvijek imala veliki, posebno politički utjecaj na sina, koji se naročito manifestirao nakon što Karlo počinje vladati samostalno. Kao uvjerena katolkinja u zemlji gdje su hugenoti činili veliki dio stanovništva, uvjerila je mladoga kralja kako mu upravo francuski protestanti ugrožavaju prijestolje. Karlo IX. održavao je dobre odnose s hugenotima, posebno s Gaspardom de Colignyjem, njihovim vođom, kojega je imenovao članom Državnog savjeta. Također je i svoju sestru Margaretu oženio s Henrikom Navarskim, još jednim protestantskim odličnikom. Ambiciozna Katarina Medici bila je nezadovoljna takvom sinovom politikom, pa ga je uspjela uvjeriti u pogubnost hugenota i za njegovo prijestolje i za Francusku u cjelini. Kako bi smanjila ili čak potpuno onemogućila utjecaj francuskih protestanata, Katarina je naredila njihov pokolj, koji je u povijesti poznat kao Bartolomejska noć. Karlo ga je, ne uspijevajući se oduprijeti majčinom utjecaju odobrio i po tome ostao zapamćen u povijesti, a sve što je dobro i vrijedno učinio palo je u zaborav. Svjedočeći masakru mladi se francuski kralj potpuno slomio i emocionalno i psihički, do kraja života kriveći majku što je organizirala masovno ubojstvo, a sebe što je odobrio takvu ekstremnu metodu obračuna s vjerskim neistomišljenicima.
Karlo IX. Francuski nikada nije bio karakterno jaka osoba. Godine 1570. oženio se s Elizabetom Austrijskom, ženom koju mu je također odabrala majka. Nisu imali djece, a njegov izvanbračni sin, vojvoda d`Angouleme potječe iz veze s ljubavnicom Marie Touchet.
Cijeli život sklon bolestima, Karlo IX. umire 30. svibnja 1574. u dvadeset i četvrtoj godini života, a na francuskom ga je prijestolju naslijedio mlađi brat Henrik III.